# Molineria latifolia
Espèce
Classification APG III (2009)
Molineria latifolia est une espèce de plantes tropicales de la famille des Hypoxidaceae.

## Synonymes
Curculigo latifolia (Ridl.) Geerinck

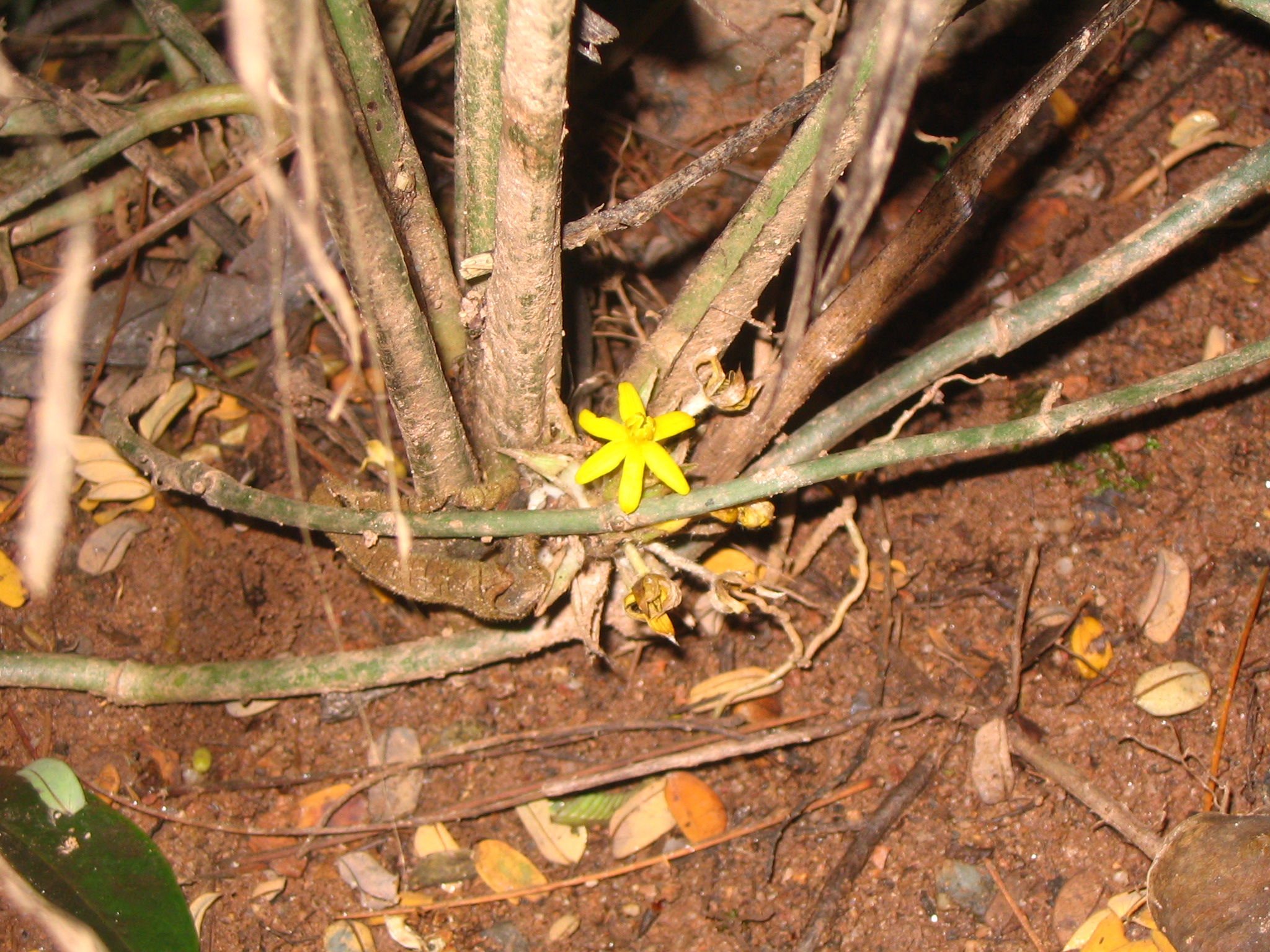
Fleur de Molineria latifolia

## Description
- Feuilles sombres haute de 50 cm en rosette à partir du sol.
- Fleurs jaune vif, minuscules, à la base de la plante, isolées ou par groupe de 2 ou 3.

## Répartition
Sous bois dense des forêts de basse altitude d'Asie du Sud-Est. (Thailande et Malaisie principalement)

## Utilisation
Le fruit contient un édulcorant, la curculine.